# Cergy-Pontoise
Cergy-Pontoise je nově vzniklé město ve Francii, které bylo ustanoveno v roce 2004. Nachází se v departmentech Val-d'Oise a Yvelines v regionu Île-de-France severozápadně od Paříže. V roce 2012 mělo 199 143 obyvatel. Ve městě se nachází Univerzita Cergy-Pontoise.

## Původní obce
Město vzniklo spojením obcí Boisemont, Cergy, Courdimanche, Éragny, Jouy-le-Moutier, Maurecourt, Menucourt, Neuville-sur-Oise, Osny, Pontoise, Puiseux-Pontoise, Saint-Ouen-l'Aumône a Vauréal.